# Стив Зан
Стивен Џејмс Зан (енгл. Steven James Zahn; 13. новембар 1967) амерички је глумац.

## Филмографија
- Уједи живота (1994)[2]
- Гримизна плима (1995)
- Трка са Сунцем (1996)
- Планета мајмуна: Рат (2017)[3]
- Висока девојка (2019)
- Висока девојка 2 (2022)
- Код тебе или код мене? (2023)